# 연어초밥

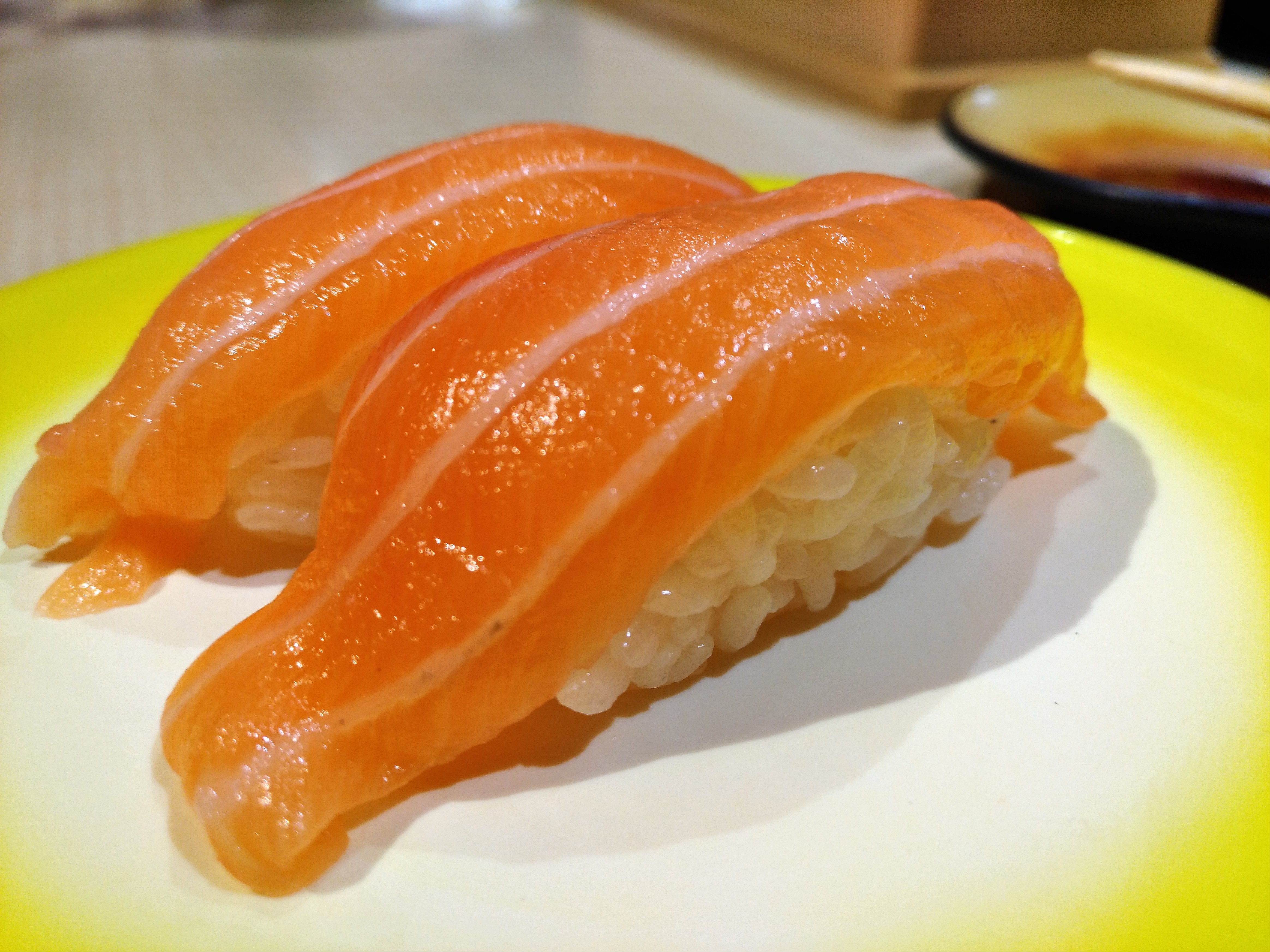
싱가포르 횟집의 연어초밥 두조각

연어초밥(일본어: サーモン寿司 사몬즈시[*])은 초를 친 밥 위에 잘게 자른 연어를 올린 초밥을 말한다.

## 같이 보기
- 연어
- 초밥
- 유부초밥